# 旺角新之城

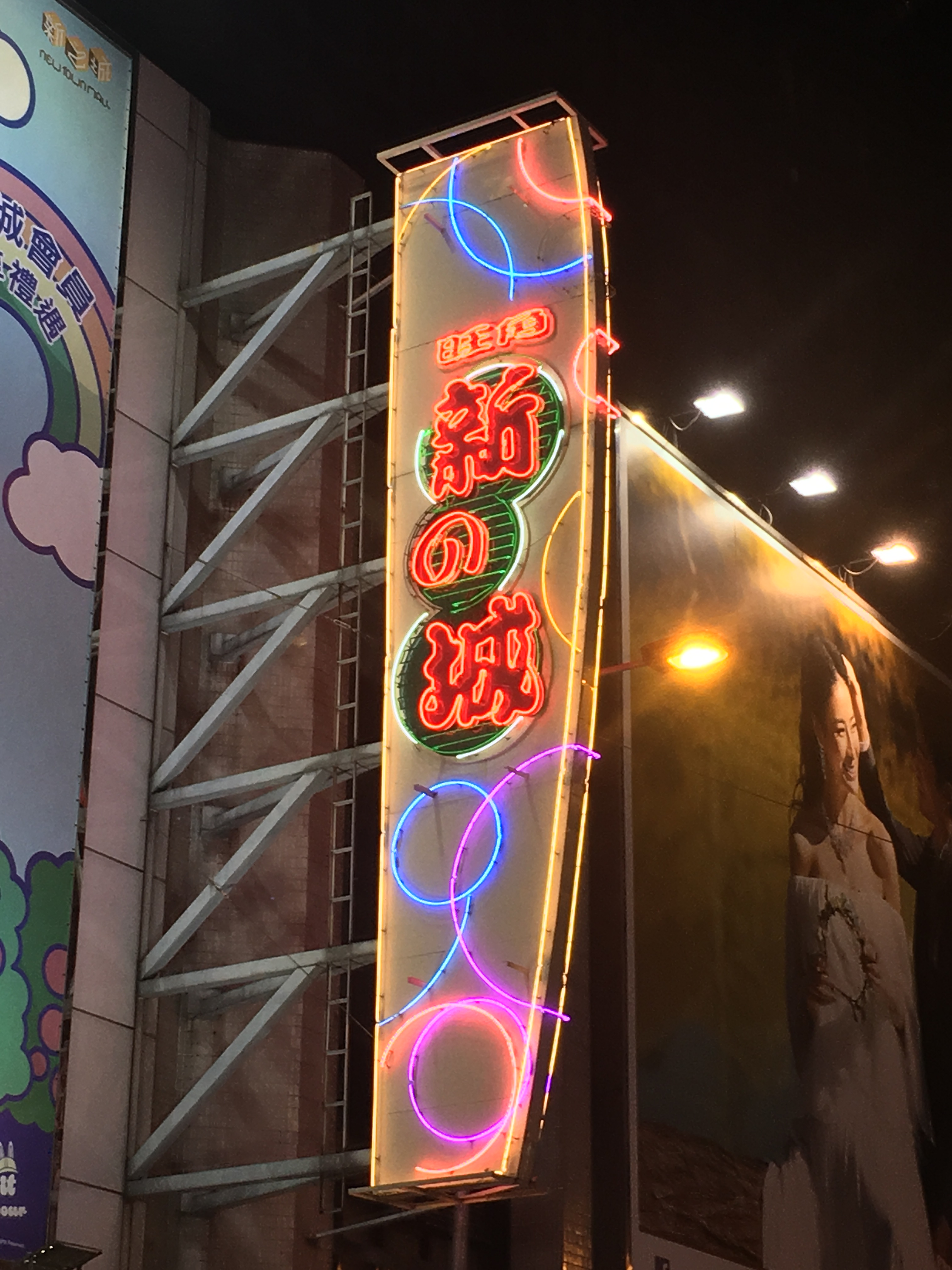
旺角新之城霓虹燈招牌

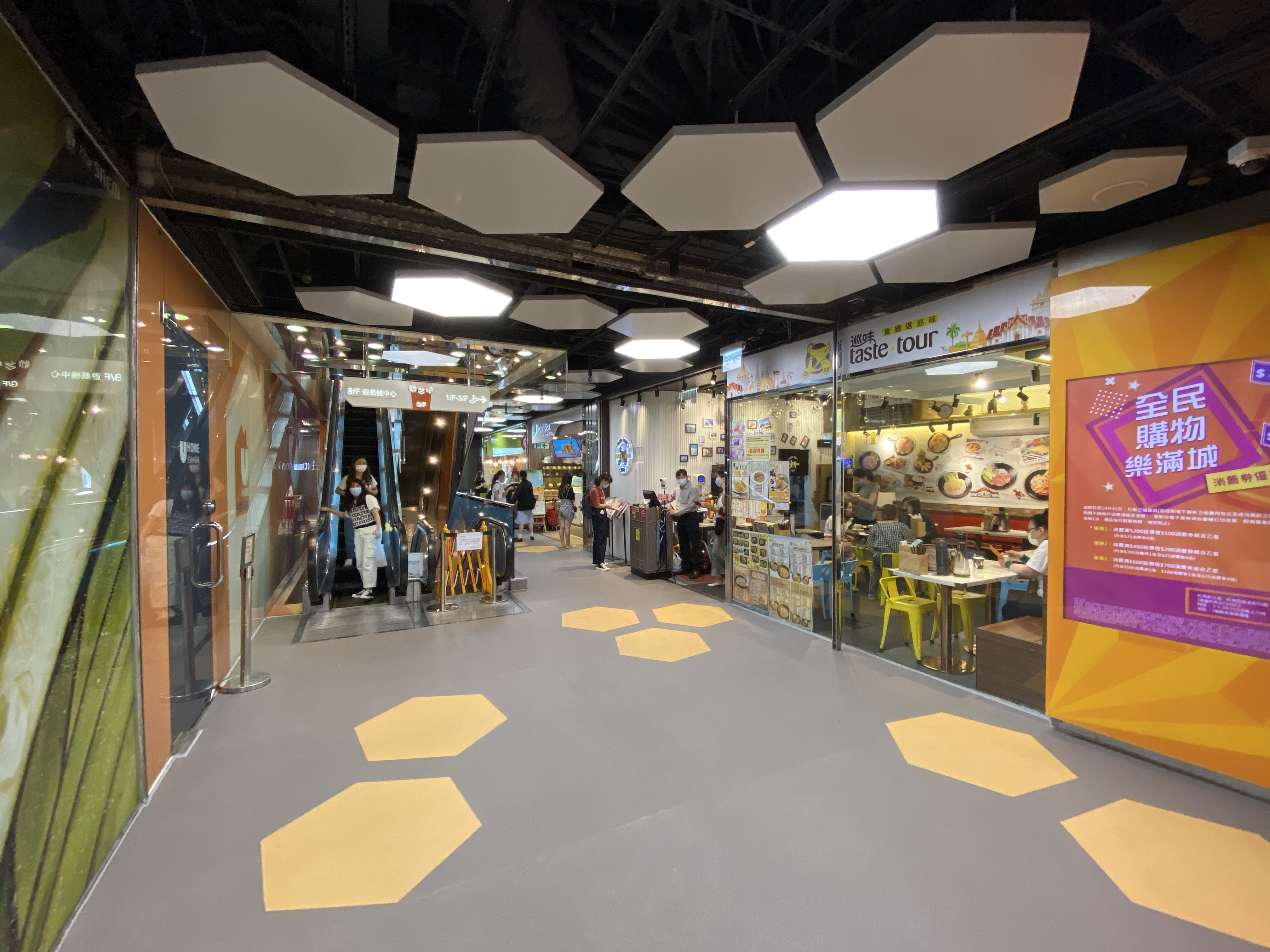
2019年翻新後的旺角新之城地下（2020年）

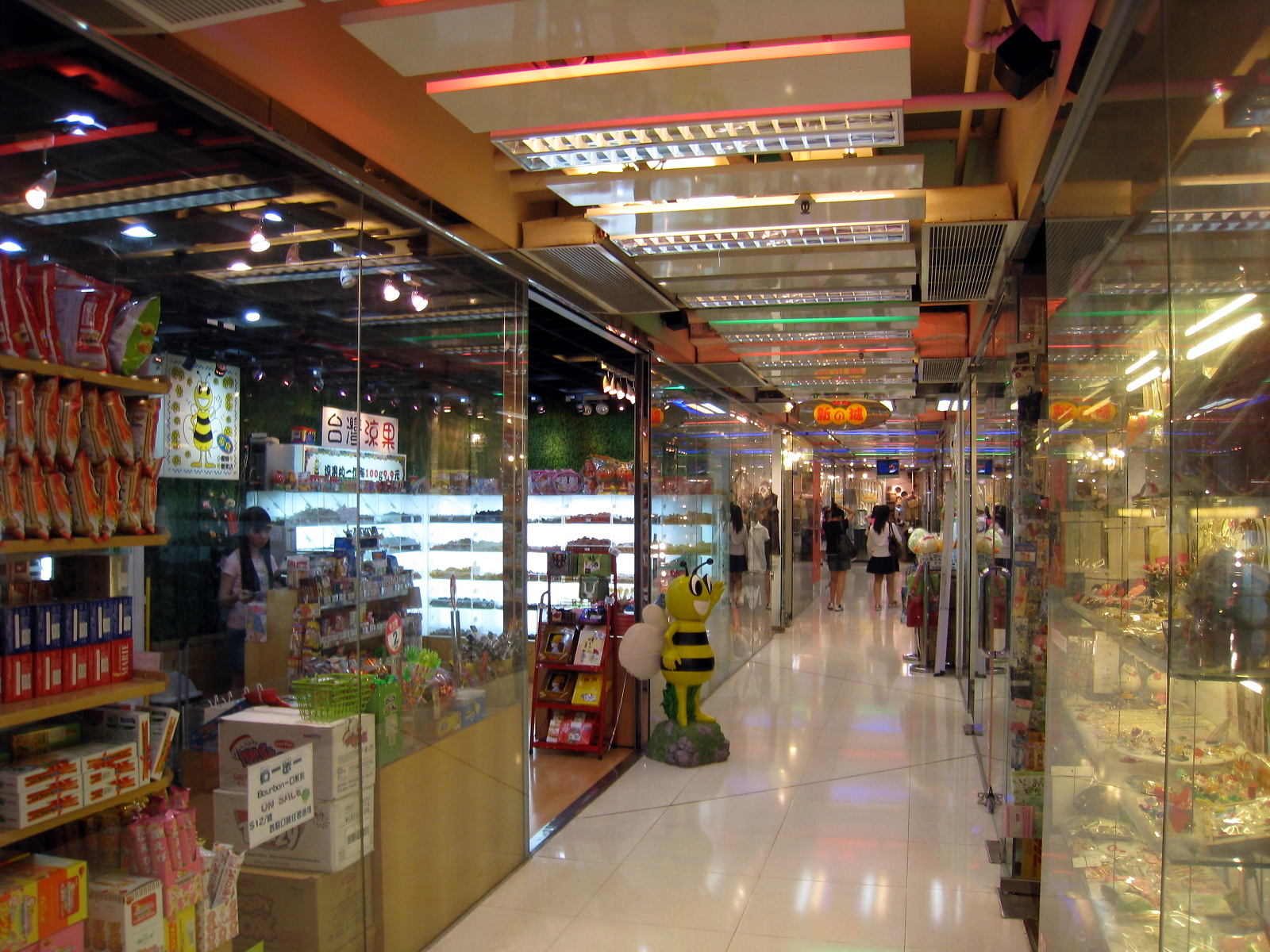
旺角新之城內部（2008年）

旺角新之城 （曾作旺角新の城）是香港一所商場，位於九龍旺角中心第一期內，毗鄰港鐵旺角站D2出口。原址為華潤百貨，於2004年結業後，原址分拆為超過120間小商店。

## 商場內部
旺角新之城的銷售對象以年輕男女為主，商場共5層高，地庫為遊戲機中心，4樓及5樓為Neway卡拉OK。地下至3樓集多間精品首飾、潮流服裝及美容化妝品商店。地下大堂設新之潮流站，每天有不同主播播放最新MV，亦會有專訪活動。新之城經常舉辦不同活動及提供優惠給顧客，亦曾舉辦不同創作比賽鼓勵原創，並與香港設計師合作製作多款限量版紀念品。

## 外部連結
- 旺角新之城官方網頁 （页面存档备份，存于）